# Vladimir Fyodorovich Tolubko
Vladimir Fyodorovich Tolubko (tiếng Nga: Влади́мир Фёдорович Толу́бко; 1914-1989) là một lãnh đạo quân sự của Liên Xô, Chánh nguyên soái pháo binh (1983), Thứ trưởng Bộ Quốc phòng Liên Xô, Tổng Tư lệnh Lực lượng Tên lửa chiến lược (1972-1985), Anh hùng lao động xã hội chủ nghĩa (1976), Ủy viên Ban Chấp hành Trung ương Đảng Cộng sản Liên Xô (1976-1989), Phó chủ tịch Xô viết Tối cao Liên Xô các khóa từ 8 đến 11 (1970-1989).

## Thiếu thời
Ông sinh ngày 12 [25] tháng 11 năm 1941 tại Konstantinograd, tỉnh Poltava, Đế quốc Nga (nay thuộc thành phố Krasnohrad, Kharkov, Ukraina), trong một gia đình cấp công nhân người Ukraina.. Ông tốt nghiệp lớp 7 trường trung học năm 1930, sai đó tốt nghiệp một khóa học sư phạm năm 1931. Từ năm 1931, ông làm giáo viên tại trường trung học Krestishchenskaya. Từ tháng 5 năm 1932, ông là phụ trách thanh niên của quận đoàn Komsomol ở Krasnograd.

## Những năm trước chiến tranh
Ông gia nhập Hồng quân vào tháng 11 năm 1932, tốt nghiệp trường chỉ huy cơ sở của trường công binh thuộc Sư đoàn 14 kỵ binh năm 1933. Ông phục vụ trong cùng một sư đoàn như một phần của Quân khu Ukraina, thăng dần lên các chức vụ trung đội trưởng trường chỉ huy cơ sở, kể từ tháng 11 năm 1934 - một chỉ huy xe tăng của trung đoàn cơ giới số 14.
Tháng 11 năm 1935, ông được cử đi học trường xe tăng Ulyanovsk số 1 mang tên V.I. Lenin. Ông tốt nghiệp năm 1937 và được gửi đến Lữ đoàn cơ giới số 12 thuộc Quân khu Kiev, từng là một trung đội trưởng xe tăng và một chỉ huy trung đội trinh sát. Tháng 9 năm 1938, ông được cử đi học tại Học viện Chiến tranh Cơ giới và Mô tô hóa mang tên IV Stalin. Từ tháng 5 năm 1941, ông là Tham mưu trưởng Ban 1 của Sư đoàn xe tăng 21 thuộc Quân khu Leningrad.
Trong Chiến tranh Vệ quốc vĩ đại, ông đã chiến đấu tại Phương diện quân Leningrad và Phương diện quân Kalinin, lần lượt giữ các chức vụ chỉ huy và tham mưu cấp trung đoàn, lữ đoàn, sư đoàn. Cuối tháng 7 năm 1942, ông bị thương nặng trong các trận chiến ở Mặt trận Kalinin, sau khi hồi phục từ tháng 2 năm 1943, ông giảng dạy tại Khoa Chiến thuật tại Học viện Chiến tranh Cơ giới và Mô tô hóa Stalin. Tháng 2 năm 1944, một lần nữa ông được gửi ra tiền tuyến, lần lượt giữ các chức vụ chỉ huy và tham mưu cấp quân đoàn thuộc Phương diện quân Ukraina 3. Trên cương vị này, ông đã tham gia vào các chiến dịch tại Odessa, Jassy-Chisinau, Belgrade, Budapest. Trên chiến trường, ông chứng tỏ mình là một sĩ quan khéo léo và dũng cảm: chỉ trong ba năm, ông được trao 4 huân chương quân sự.

## Thời hậu chiến
Sau khi chiến tranh kết thúc, ông vẫn tiếp tục giữ các vị trí chỉ huy và tham mưu trong các đơn vị cơ giới cấp lữ đoàn, sư đoàn, quân đoàn và tập đoàn quân. Tháng 12 năm 1948, ông được cử đi học tại Học viện quân sự cấp cao mang tên K. E. Voroshilov. Sau khi tốt nghiệp, ông được phân công công tác tại Cụm binh đoàn Liên Xô tại Đức. 

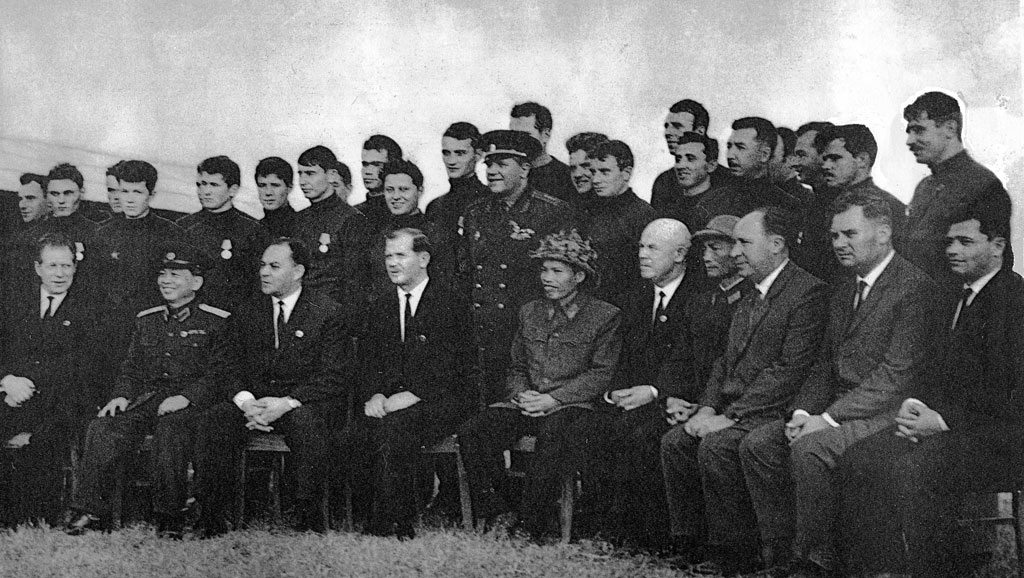
Thượng tướng V. F. Tolubko (trung tâm) sau khi trao giải thưởng quân sự cho các chuyên gia Liên Xô làm nhiệm vụ cố vấn tại Việt Nam, Hà Nội, 1966.

Khi Lực lượng tên lửa chiến lược của Liên Xô được thành lập, Tolubko được chuyển sang phục vụ và đến tháng 3 năm 1960, được bổ nhiệm làm Phó Tổng Tư lệnh thứ nhất của Lực lượng tên lửa chiến lược. Ông đóng một vai trò lớn trong việc hình thành quân chủng này. Ông tham gia tổ chức và thực hiện Chiến dịch Anadyr năm 1962, chịu trách nhiệm gửi các đơn vị tên lửa đến Cuba bằng tàu biển.
Năm 1968, ông tốt nghiệp các khóa học cao cấp tại Học viện quân sự của Bộ tổng tham mưu các lực lượng vũ trang Liên Xô. Tháng 4 năm 1968, ông được điều trở lại Lực lượng Mặt đất và được bổ nhiệm làm Tư lệnh Quân khu Siberia. Từ tháng 5 năm 1969, là Tư lệnh Quân khu Viễn Đông. Ông được thăng quân hàm Đại tướng lục quân năm 1970.
Nhưng sau đó, ông lại được chuyển sang Lực lượng tên lửa chiến lược vào ngày 12 tháng 4 năm 1972, ông được bổ nhiệm làm Tổng Tư lệnh Lực lượng tên lửa chiến lược - Thứ trưởng Bộ Quốc phòng Liên Xô. Năm 1983, ông được phong quân hàm của Chánh nguyên soái pháo binh. Ông là trường hợp duy nhất khi được thăng từ cấp bậc Đại tướng (các trường hợp khác đều được thăng từ nguyên soái binh chủng). Các hoạt động của Tolubko với tư cách là Tổng Tư lệnh các lực lượng tên lửa chiến lược được hầu hết các chuyên gia quân sự đánh giá tích cực.
Ngày 10 tháng 7 năm 1985, ông được miễn nhiệm chức vụ và được bổ nhiệm làm Tổng thanh tra của Nhóm Tổng Thanh tra Bộ Quốc phòng Liên Xô. Sau khi nghỉ hưu, ông sống ở Moskva.
Ông qua đời ngày 17 tháng 6 năm 1989 và được an táng tại Nghĩa trang Novodevichy.

## Lược sử quân hàm
- Trung úy (29/11/1937)
- Thượng úy (20/04/1940)
- Đại úy (15/01/1942)
- Thiếu tá (27/07/1942)
- Trung tá (21/02/1943)
- Đại tá (20/11/1944)
- Thiếu tướng lực lượng xe tăng (03/08/1953)
- Trung tướng lực lượng xe tăng (18/12/1958)
- Thượng tướng (05/07/1960)
- Đại tướng lục quân (29/11/1970)
- Chánh nguyên soái pháo binh (25/03/1983).

## Giải thưởng
Liên Xô
- Anh hùng lao động xã hội chủ nghĩa (08/12/1976)
- 5 Huân chương Lenin (05/04/1972, 22/11/1974, 08/12/1976, 02/16/1982, 23/11/1984)
- 4 Huân chương Cờ đỏ (09/09/1944, 29/11/1944, 11/03/1953, 22/2/1968)
- Huân chương Bogdan Khmelnitsky, hạng 2 (03.11.1944)
- hai Huân chương Chiến tranh ái quốc, hạng 1 (25/07/1944, 11.03.1985)
- hai Huân chương Sao đỏ (24.06.1948, 03.11.1964)

Nước ngoài
- Huân chương Cờ đỏ (Mông Cổ)
- Huân chương Ngôi sao Du kích, hạng 1 (Nam Tư)
- Huân chương Virtuti militari, hạng 5 (Ba Lan)
- Huân chương Cộng hòa Nhân dân Bulgaria, hạng 1
- Huân chương Tudor Vladimirescu hạng 2 (Romania)

## Tác phẩm
- Толубко В. Ф., Барышев Н. И. На южном фланге. Боевой путь 4-го гвардейского механизированного корпуса (1942–1945 гг.). — М.: Наука, 1973. — 400 с.
- Толубко В. Ф. Ракетные войска. — М.: Знание, 1977.
- Толубко В. Ф. Неделин. Первый главком стратегических. — М.: Молодая гвардия, 1979. — 222 с. — (Жизнь замечательных людей. Серия биографий. Вып. 4(590)).
- Толубко В. Ф. Жить — Родине служить. — М.: Изд-во ДОСААФ, 1978. — 87 с., 5 л. ил.
- Толубко В. Ф., Барышев Н. И. От Видина до Белграда. Ист.-мемуарный очерк о боевых действиях советских танкистов в Белградской операции. / Под ред. и с предисл. В. Ф. Чижа. — М.: Наука, 1968. — 240 с., 1 л. план.: ил.

## Tưởng niệm
- Công dân danh dự của các thành phố Odintsovo (Khu vực Moskva), Comrat (Moldova).
- Bức tượng bán thân của ông đã được đặt tại thành phố Odintsovo, tên ông cũng được đặt cho một con đường ở microdistrict 7 của thành phố này [2].